# Gare de Dommeldange
La gare de Dommeldange est une gare ferroviaire luxembourgeoise de la ligne 1, de Luxembourg à Troisvierges-frontière, située à Dommeldange quartier de la ville de Luxembourg, dans le canton de Luxembourg.
Elle est mise en service en 1862 par la Compagnie des chemins de fer de l'Est, l'exploitant des lignes de la Société royale grand-ducale des chemins de fer Guillaume-Luxembourg. 
C'est une halte voyageurs de la Société nationale des chemins de fer luxembourgeois (CFL), desservie par des trains Regional-Express (RE) et Regionalbunn (RB).

## Situation ferroviaire
Établie à 237 mètres d'altitude, la gare de Dommeldange est située au point kilométrique (PK) 20,830 de la ligne 1 de Luxembourg à Troisvierges-frontière, entre les gares de Pfaffenthal-Kirchberg et Walferdange.
Elle comporte 3 voies voyageurs, dont 2 pour les trains en passage dans les deux sens et une utilisée en particulier pour les trains en terminus (ligne transversale 10-60), aménagées sur deux quais voyageurs connectés par un souterrain, ainsi que 2 voies passantes de service. 
L'embranchement de l'usine ARBED Dommeldange a été mis hors service dans les années 1970 et déferré en 2014, mais des vestiges sont encore visibles (poste de réception près du bâtiment voyageurs, tronçons de voie dans l'enceinte de l'actuel lycée et de la cour d'usine).  

## Histoire
La station de Dommeldange est mise en service par la Compagnie des chemins de fer de l'Est, l'exploitant des lignes de la Société royale grand-ducale des chemins de fer Guillaume-Luxembourg, lors de l'ouverture à l'exploitation de la section de Luxembourg à Ettelbruck le 21 juillet 1862,. Dommeldange, alors un village de 670 habitants et devenu depuis un quartier de la ville de Luxembourg, est jusqu'en 2017, date de l'ouverture de gare de Pfaffenthal-Kirchberg, la première station de la ligne à quatre kilomètres de Luxembourg.
En 2021, la gare est un arrêt ferroviaire avec trois voies pour le trafic passagers, deux quais et abris; l'ancien bâtiment voyageurs est toujours présent, tandis que l'ancienne halle à marchandises fut démolie en 2014.

## Service des voyageurs

### Accueil
Halte CFL, c'est un point d'arrêt non géré, équipé d'abris et d'un automate pour l'achat de titres de transport. Un souterrain permet la traversée des voies et le passage d'un quai à l'autre.

### Desserte
Dommeldange est desservie par des trains Regional-Express (RE) et Regionalbunn (RB) qui exécutent les relations suivantes, :
- Luxembourg - Ettelbruck - Diekirch - Troisvierges ;
- Troisvierges - Luxembourg - Rodange.

### Intermodalité
Un parking pour les véhicules (73 places) y est aménagé. Les lignes 25 et 32 des autobus de la ville de Luxembourg desservent la gare, ainsi que les lignes 10, 11, 26, RGTR 290 et 810 depuis l'arrêt Eich-Klinik. 
Une station du service d'autopartage Flex y est implantée.